# Moonsorrow
Moonsorrow — финская фолк/викинг/блэк-метал-группа, основанная в 1995 году.

## История
Осенью 1995 года у двоюродных братьев Хенри и Вилле Сорвали рождается идея создания фолк-метал-группы. В 1996 году было выпущено первое демо «Thorns of Ice».В 1997 года выходит демо «Metsä». После записи следующего демо «Tämä Ikuinen Talvi» («Эта бесконечная зима») в 1999 году Moonsorrow заключили контракт с лейблом Plasmatica Records.
В феврале 2001 года выходит первый полноформатный альбом «Suden Uni» («Волчий сон»).
После окончания контракта с Plasmatica Records участники Moonsorrow заключают контракт с лейблом Spinefarm Records. Второй альбом «Voimasta ja Kunniasta» («О силе и чести») выходит в декабре 2001. Также в 2001 году выходит перезаписанная версия альбома  «Tämä ikuinen talvi».
Следующий альбом группы вышел в 2003 год под названием название «Kivenkantaja» («Носитель камня»). Также в 2003 году группой был переиздан дебютный альбом «Suden Uni».
В 2005 году группа записывает альбом «Verisäkeet» («Кровавые строфы»). На диске длиной 70 минут присутствует 5 песен.
«Альбом «Viides Luku: Hävitetty» вышел в свет 10 января 2006 года. На этом альбоме представлены две композиции суммарной длиной более 56 минут..
Весной 2008 года Moonsorrow выпустили мини-альбом «Tulimyrsky» («Firestorm») продолжительностью около 70 минут, на котором помимо прочего были представлены две кавер-версии.
2 сентября 2010 года Moonsorrow вошли в студию для записи нового альбома, а в конце февраля 2011 года релиз вышел в свет. Альбом носит название «Varjoina Kuljemme Kuolleiden Maassa» и повествует о человеке, блуждающем по пост-апокалиптической Земле.

## Обвинение в нацизме
В апреле 2008 года, перед выступлением на одном из концертов в рамках фестиваля Paganfest Europe, группа была обвинена в нацизме. Концерт в Берлине был под угрозой отмены из-за давления «антифашистской» организации. Выступление всё же не было отменено, а сама группа всячески отрицала приверженность к нацистским и расистским взглядам.

## Состав
- Вилле Сорвали — бас-гитара, вокал
- Хенри Сорвали — гитара, вокал, клавишные, аккордеон, варган, тин вистл, блок флейта, мандолина, банджо, бузуки (ранее в Barathrum, Ensiferum; сейчас также в Finntroll)
- Митя Харвилахти — гитары, вокал, губная гармоника, музыкальная пила
- Маркус Еурен — клавишные, бэк-вокал
- Марко Тарвонен — ударные, перкуссия, 12-и струнная гитара, мандолина

## Дискография

### Полноформатные альбомы
- Suden uni (2001)
- Voimasta ja kunniasta (2001)
- Kivenkantaja (2003)
- Verisäkeet (2005)
- Viides Luku: Hävitetty (2007)
- Varjoina kuljemme kuolleiden maassa (2011)
- Jumalten aika (2016)

### Мини-альбомы
- Tulimyrsky (2008)

### Демо
- Thorns of Ice (1996)
- Promo (1997)
- Metsä (1997)
- Tämä ikuinen talvi (1999)[10]